# منتخب إيطاليا تحت 20 سنة لاتحاد الرغبي
منتخب إيطاليا الوطني لاتحاد الرغبي تحت 20 سنة (بالإيطالية: Nazionale Under-20 di rugby a 15 dell'Italia)‏ هو ممثل إيطاليا الرسمي في المنافسات الدولية في اتحاد الرغبي . تأسس في 2008.

## وصلات خارجية
- الموقع الرسمي